# کوولسان
کوولسان (به لاتین: Kuwolsan) یک رشته‌کوه در کره شمالی است که در استان هوانگهه جنوبی واقع شده‌است.